# Paternò
Paternò is een gemeente in de Italiaanse provincie Catania (regio Sicilië) en telt 48.997 inwoners (31-12-2004). De oppervlakte bedraagt 144,1 km², de bevolkingsdichtheid is 340 inwoners per km².
De volgende frazioni maken deel uit van de gemeente: Sferro.
Buiten het centrum van Paternò ligt de ruïne van een Romeinse brug: de Ponte romano di Pietralunga.

## Demografie
Paternò telt ongeveer 16340 huishoudens. Het aantal inwoners steeg in de periode 1991-2001 met 3,3% volgens cijfers uit de tienjaarlijkse volkstellingen van ISTAT.
| Jaar | Inwoneraantal |
| ---- | ------------- |
| 1991 | 44.266        |
| 2001 | 45.725        |

## Geografie
De gemeente ligt op ongeveer 225 m boven zeeniveau.
Paternò grenst aan de volgende gemeenten: Belpasso, Biancavilla, Castel di Judica, Centuripe (EN), Ragalna, Ramacca, Santa Maria di Licodia.

## Geboren
- Nicolò Stizzìa (1540-1595), benedictijner abt en bisschop van Cefalù
- Luca Parmitano (1976), ruimtevaarder
- Francesco Coco (1977), voetballer

## Galerij

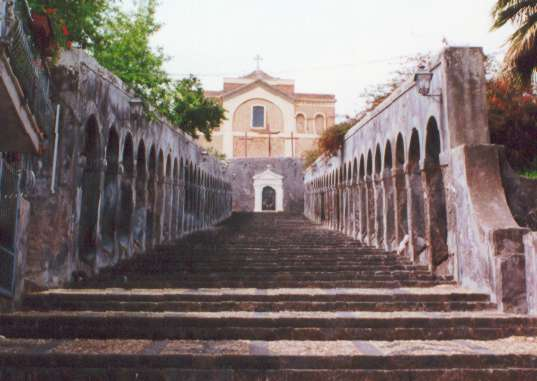
Scalinata Matrice
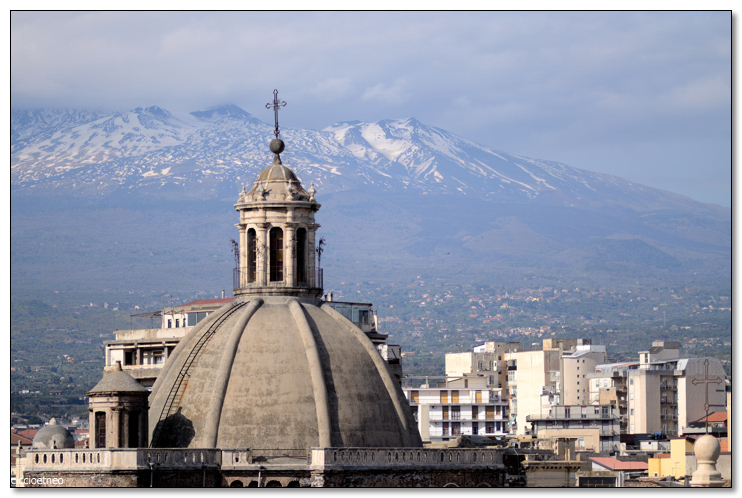
Uitzicht vanaf het klooster
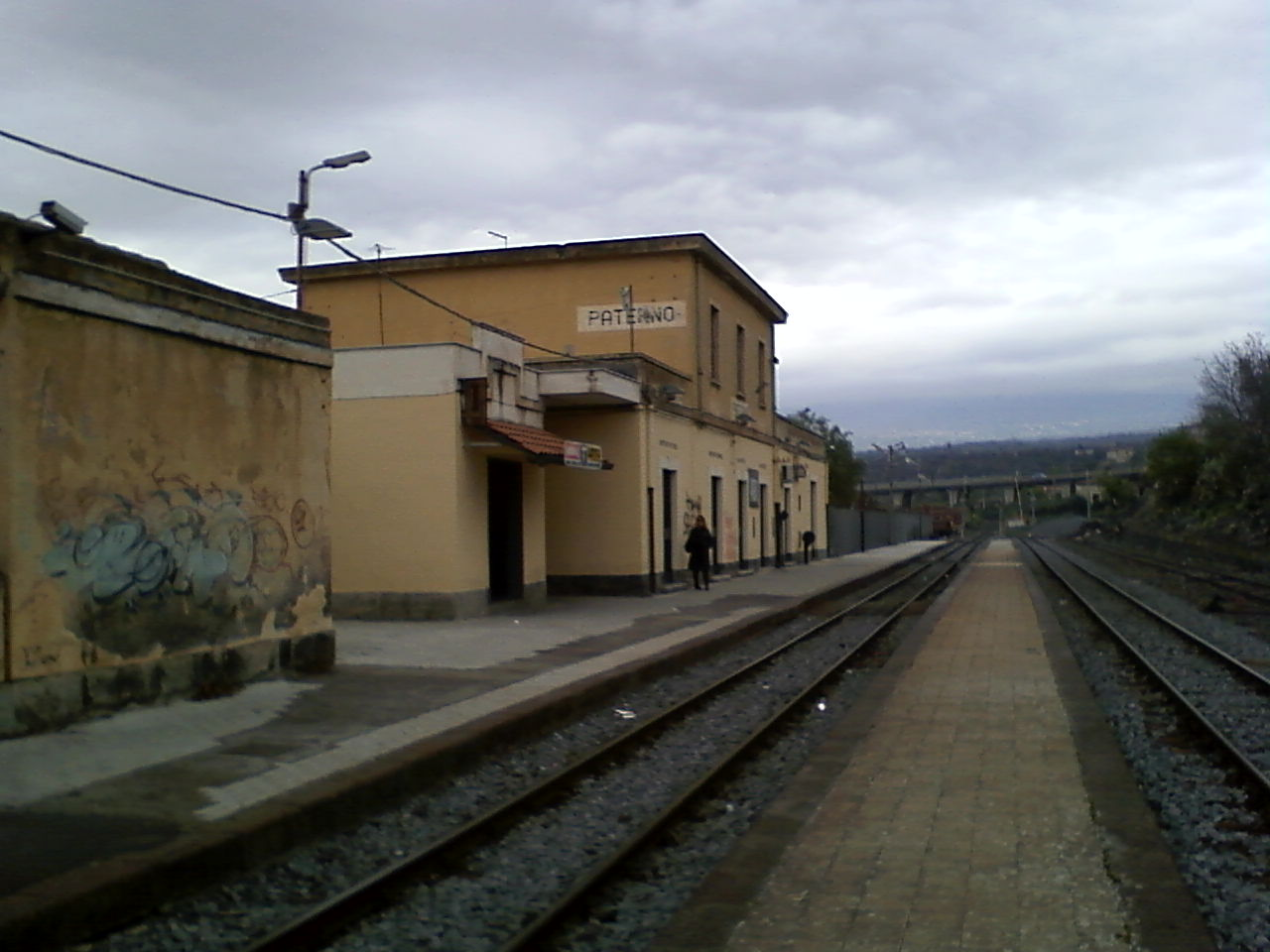
Station
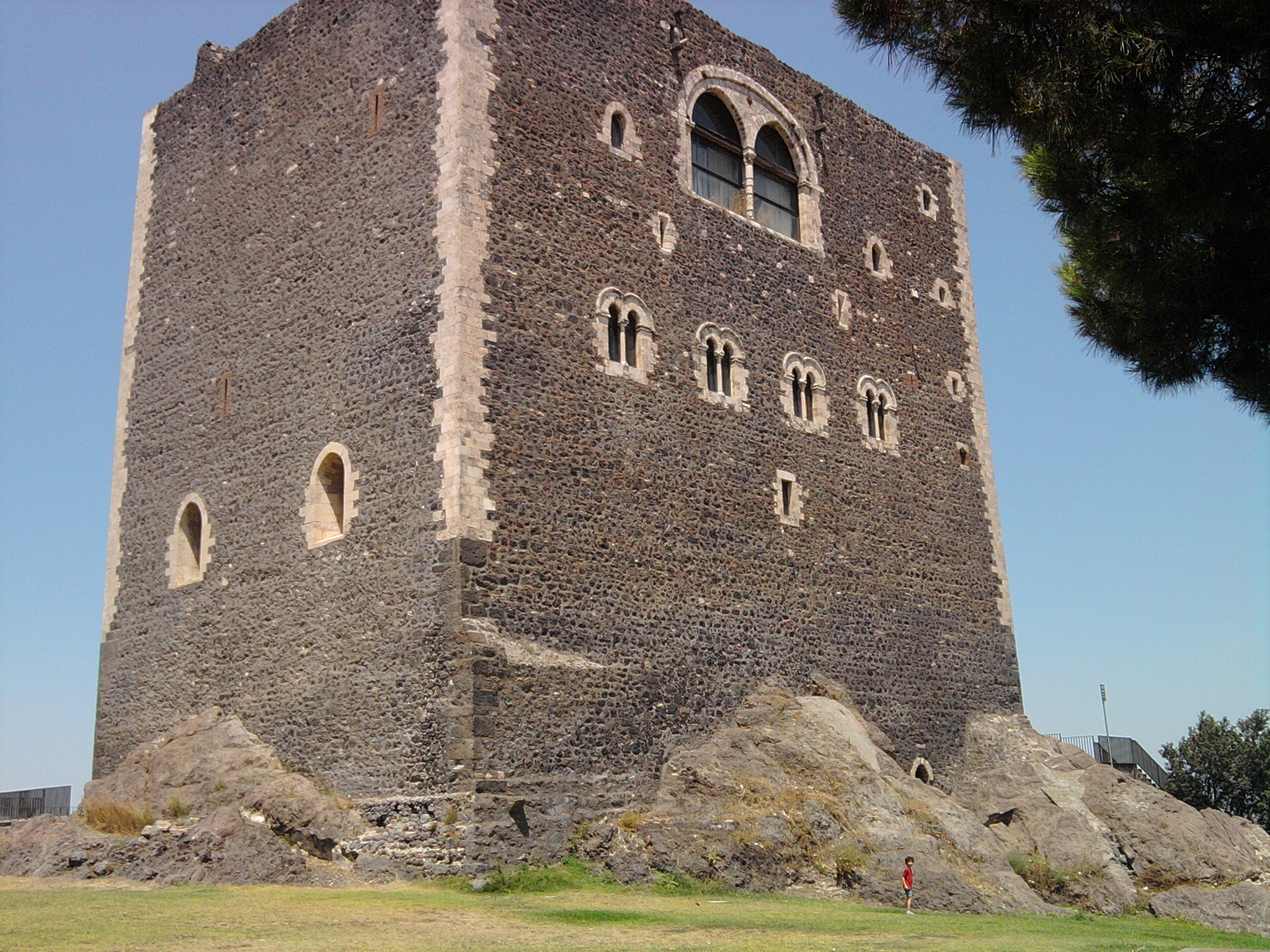
Noormannenkasteel
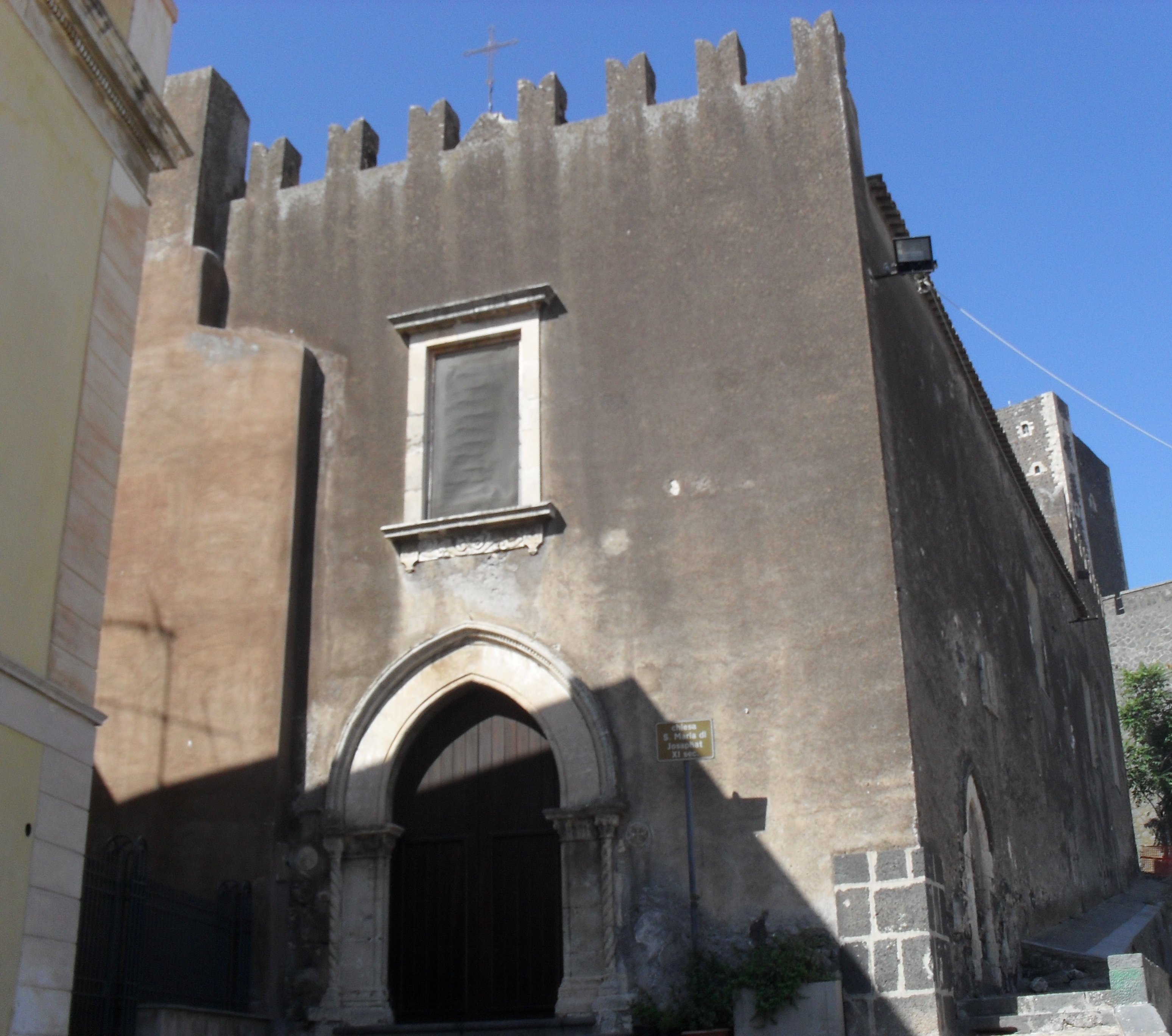
Normandische kerk Santa Maria della Valle di Josaphat

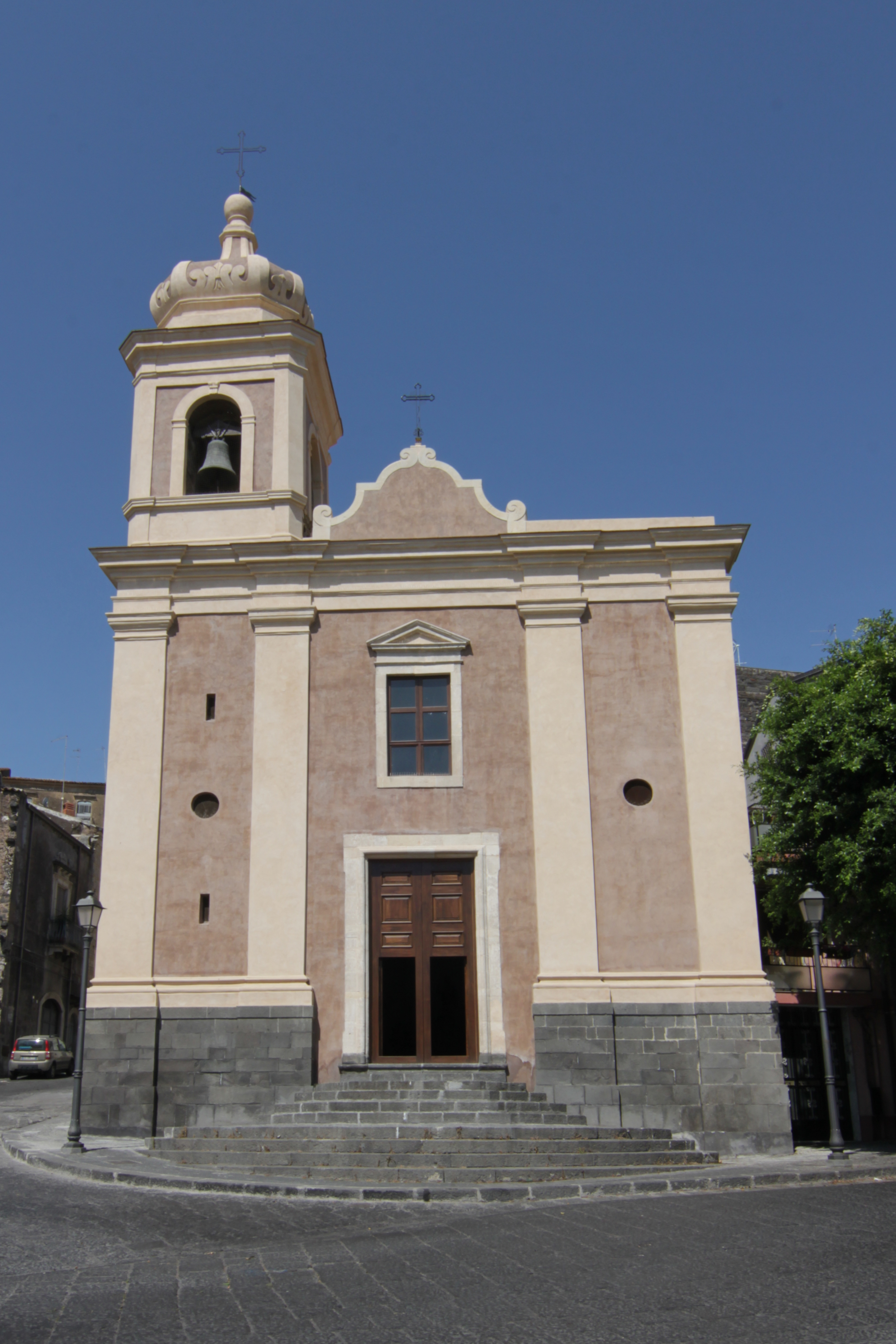
S. Caterina